# Silveira jordani
Silveira jordani är en insektsart som beskrevs av Douglas E. Kimmins 1939. Silveira jordani ingår i släktet Silveira och familjen Psychopsidae. Inga underarter finns listade i Catalogue of Life.